# Erreà
 (juillet 2008).
Si vous disposez d'ouvrages ou d'articles de référence ou si vous connaissez des sites web de qualité traitant du thème abordé ici, merci de compléter l'article en donnant les références utiles à sa vérifiabilité et en les liant à la section « Notes et références ».
Pour les articles homonymes, voir Errea.
Erreà est une entreprise italienne fabriquant des vêtements de sport techniques, basée à San Polo di Torrile, dans la province de Parme. Fondée en 1988 par la famille Gandolfi, elle est internationalement reconnue comme synonyme de qualité, d'expérience et de compétence. Elle est présente dans plus de 80 pays et compte plus de 500 sponsorisations dans différentes disciplines, du football au volley-ball en passant par les loisirs.

## Produits
Outre la ligne principale Erreà, qui comprend une large gamme de produits destinés aux sports tels que le football, le volley-ball, le basket-ball, le rugby, la natation et le running, l'entreprise propose également des sous-vêtements de sport techniques avec la ligne 3D Wear et des articles casual pour les loisirs avec la ligne Erreà Republic, alliant fonctionnalité, confort et style pour répondre à tous les besoins.

## Certifications
En 2007, Erreà est la première entreprise en Europe dans le secteur du teamwear à obtenir la certification Oeko –Tex Standard pour ses produits, une attestation qui fixe des limites extrêmement rigoureuses en matière de substances nocives pour la santé. Atout important, notre qualité de fabricant et la gestion autonome de la filière de production de A à Z, du choix des fils à la conception des produits, en passant par la réalisation et la confection finale des vêtements, ont permis à l’entreprise d’obtenir la certification ISO 9001:2015.

## Tissus
Erreà a toujours placé l'utilisation de tissus sportifs de haute performance et l'attention portée aux tendances du secteur au centre de son travail. En 2008, l'entreprise a introduit Ti Energy, un tissu innovant fabriqué à l'aide des nanotechnologies pour créer des maillots de jeu personnalisés. En 2020, Ti Energy a évolué vers Ti Energy 3.0, un tissu révolutionnaire aux propriétés antivirales et antibactériennes, conçu pour garantir une plus grande sécurité aux athlètes. En 2011, après des années de recherche et de développement, le premier prototype du maillot Active Tense est né, une ligne qui a fait ses débuts officiels en 2012 et a été adoptée par les athlètes professionnels et amateurs dans diverses disciplines, du football au canoë en passant par le tir à l'arc et le baseball. En 2024, Erreà a franchi une étape importante dans son parcours lié à la Durabilité en présentant deux nouveaux tissus innovants : Future, destiné au football, et Sensibility, conçu pour le volley-ball. Une analyse certifiée selon la norme ISO 14067 montre que le tissu Future permet une réduction de 25,4 % des émissions de CO₂ par rapport aux matériaux traditionnels, tandis que Sensibility enregistre une réduction d'environ 23 % des émissions par rapport à un maillot standard. 

## Sponsorisations

### Football
Peu après sa fondation en 1988, Erreà a immédiatement débuté avec une sponsorisation prestigieuse dans le monde du football : le Genoa Calcio, un partenariat historique qui a duré jusqu'à la saison 2008-2009. Au cours des années suivantes, l'entreprise a consolidé sa position sur le marché italien et, en 1995, elle est entrée sur la scène internationale grâce à la collaboration avec le Middlesbrough FC, qui a marqué le début de son expansion européenne. En Italie, Erreà a habillé des clubs importants tels que le Modena FC, le Bologna FC, le Cagliari Calcio, le Hellas Verona et le Parma FC, en plus de l'équipe rouge et bleue. À l'étranger, outre le Middlesbrough FC, elle a collaboré avec des équipes telles que le Burnley FC, le Norwich City FC, le Heart of Midlothian FC, l'Inverness Caledonian Thistle FC, le Brighton & Hove Albion et a été le sponsor de l'équipe nationale de football d'Islande lors de deux événements mémorables : l’Euro 2016 et la Coupe du monde 2018. Actuellement, Erreà est le fournisseur de plusieurs équipes de Serie B telles que le Cesena FC, l'AS Cittadella, le Südtirol FC et l'AS Bari, ainsi que de clubs de Serie C tels que le Catania, le Virtus Verona, le Pineto Calcio ou l’US Città di Pontedera. À l'étranger, parmi les nombreux clubs, elle habille des clubs tels que le Luzern FC, le FC Lugano, les QPR, Millwall, le Sheffield United FC ou encore  l'ADO La Haye. Depuis 2022, Erreà est le partenaire technique de l'UEFA pour le Kit Assistance Scheme, fournissant des vêtements de compétition et d'entraînement personnalisés aux équipes nationales mineures d'Andorre, de Biélorussie, de Chypre, des Îles Féroé, du Liechtenstein, du Luxembourg, de Malte, de Saint-Marin, du Kosovo et du Kazakhstan. Cette initiative garantit un soutien technique et d'image aux équipes senior et moins de 21 ans des Fédérations membres.
Aujourd'hui, Erreà reprend le sponsoring des équipes israéliennes (y compris celles des territoires occupés) après que Puma se soit désinvesti suite à une campagne de boycott (source BDS).

### Volley-ball
En 2010, Erreà a enregistré et déposé son propre logo auprès de la FIVB, la Fédération internationale de volley-ball, marquant ainsi le début d'un parcours important dans le monde du volley-ball international. Depuis, l'entreprise a habillé les équipes nationales masculines et féminines de nombreux pays et, depuis 2017, elle est devenue le sponsor technique officiel des équipes nationales italiennes de volley-ball, en plus des équipes nationales de volley handisport, des arbitres et des jeunes espoirs du Club Italia. Une étape historique a été franchie en 2024, lorsque l'équipe féminine a remporté l'or olympique aux Jeux Olympiques de Paris. Actuellement, dans le championnat italien de Serie A1 masculine, Erreà habille des clubs prestigieux tels que le Trentino Volley et le Powervolley Milano, tandis que dans le secteur féminin, elle sponsorise le Chieri '76, le Savino Del Bene Scandicci et le Megabox Vallefoglia. En France, en plus d'être le partenaire technique des deux Fédérations de volley-ball, l'équipe masculine étant championne olympique en titre, Erreà soutient de nombreux clubs de première division, dont le Saint-Nazaire, le Tours Volley, le Montpellier HSC, le Chaumont Volley-Ball 52, le Tourcoing Lille Métropole, l’AS Cannes Volley-ball, le Pays d'Aix-Venelles et le TFOC Volley-ball.

### Basket-ball
En plus d'être un sponsor de la Ligue italienne de basket-ball de Série A (LBA), Erreà est fortement ancrée dans la scène du basket-ball italien. En Serie A1 masculine, elle soutient des clubs prestigieux tels que le Reyer Venezia, le Derthona Basket (y compris la section féminine des deux), le Treviso Basket, le Pallacanestro Varese, le Basket Brescia Leonessa et le Vanoli Basket Cremona. L'engagement d'Erreà s'étend également aux championnats de Serie A2 et B, renforçant ainsi son rôle de référence dans le basket-ball italien.

### Autres sports
Dans le monde du ballon ovale, l'entreprise habille de la Pro 14 aux ligues mineures : depuis 2017, elle est le sponsor technique de la franchise italienne Benetton Rugby. Dans le domaine du tir à l'arc, depuis 2018, elle est également sponsor de la World Archery et, depuis 2024, de la Word Archery Europe, ainsi que de la Fédération italienne de tir à l'arc (FITARCO), en plus de la France, de la Grande-Bretagne, des Pays-Bas, de l'Irlande, de la Suède, de Chypre et du Chili. Par le passé, Erreà a collaboré dans le monde du sport automobile avec l'écurie de Formule 1 Manor Marussia Formula One Team, la Coupe du monde des voitures de tourisme WTCR, le Championnat italien des voitures de tourisme TCR et le Championnat du monde de rallye. En outre, elle a habillé les Parma Panthers, l'équipe de football américain de Parme qui a remporté de nombreux titres.